# Leeuwarderweg (Amsterdam)
De Leeuwarderweg is een gedeelte van de Waterlandse Zeedijk ter hoogte van Tuindorp Buiksloot in Amsterdam-Noord. Het betreft een oude dijk, nu gelegen aan het voormalige Volewijkspark en het huidige Noorderpark.  Een aansluitende rijksstraatweg door de Buikslotermeer richting  Broek in Waterland heette eerst ook Leeuwarderweg, maar na flinke aanpassingen in de jaren 60 kreeg deze weg de naam Nieuwe Leeuwarderweg.

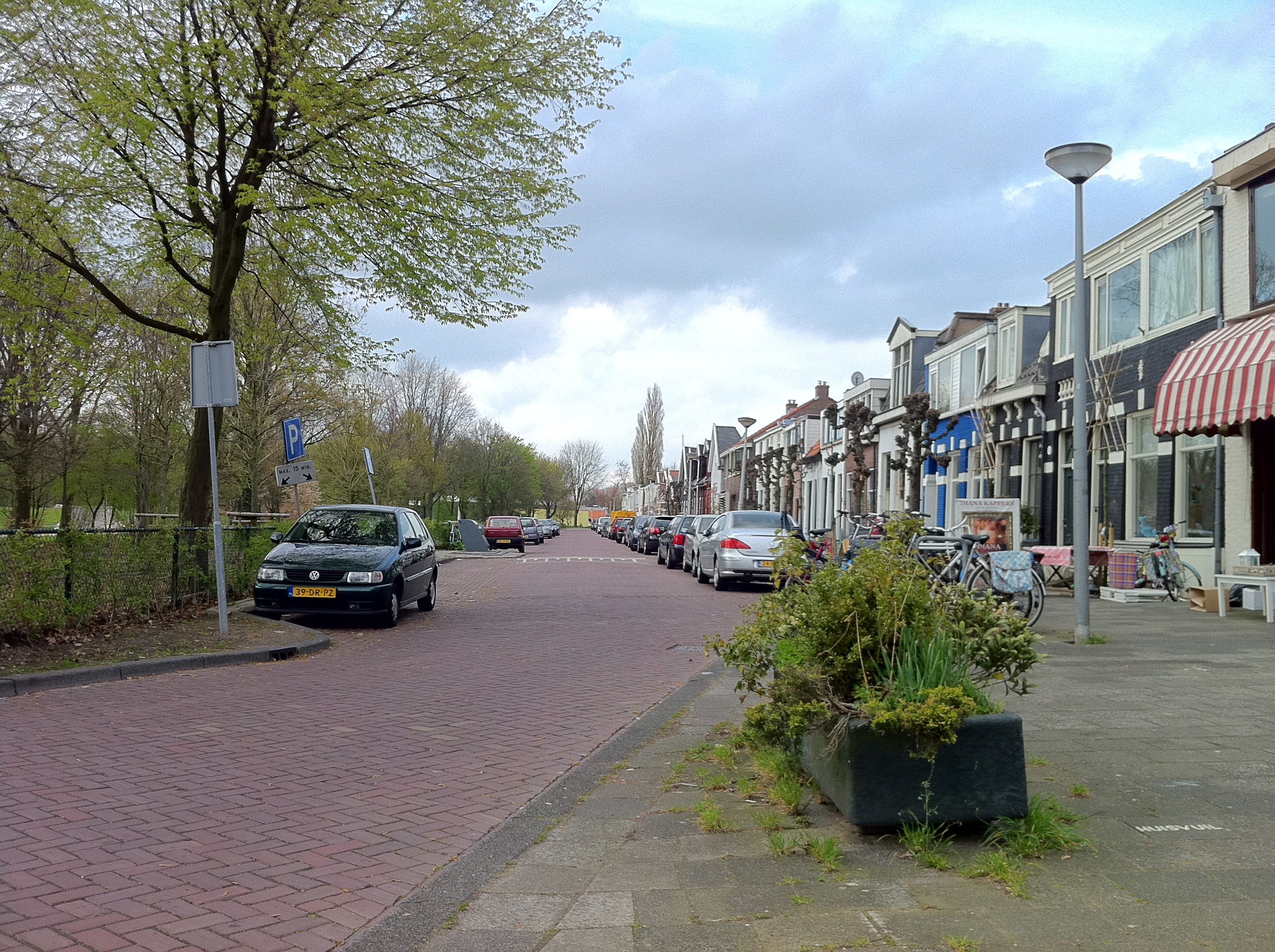
Leeuwarderweg gezien in noordelijke richting

In 1935 werd de Leeuwarderweg aangelegd, als onderdeel van een stelsel van rijkswegen gepland in Noord-Holland. Dat rijkswegennet moest ook Friesland verbinden met Amsterdam via de Afsluitdijk, die in 1933 was opengesteld voor het wegverkeer. Daartoe werd de Meeuwenlaan doorgetrokken langs de Buiksloterdijk. Om de weg naar het noorden te kunnen aanleggen, werden in 1964 de dijkhuizen tussen de nummers 112 en 84 afgebroken. Door dat gat ging de weg als Leeuwarderweg de Buikslotermeerpolder in. 
De Buiksloterdijk van nummer 16 tot en met 84 ging een jaar later, in 1936, ook Leeuwarderweg heten. De huisnummering loopt nog steeds over van de Leeuwarderweg naar de Buiksloterdijk.
Tot 1956 reden er over dit stukje van de voormalige Buiksloterdijk trams van de N.V. Noord-Zuid-Hollandsche Tramwegmaatschappij, beter bekend als de Waterlandse tram. Deze interlokale tramlijn verzorgde openbaar vervoer tussen de Valkenweg en verschillende plaatsen in Waterland. Aan de Leeuwarderweg kwam de tramhalte Buiksloot, die soms ook halte Oosteinde werd genoemd.
Bij de openstelling van de Nieuwe Leeuwarderweg van en naar de IJ-tunnel in 1968 verloor dit deel van de Waterlandse Zeedijk de belangrijke functie die het meer dan 30 jaar lang had gespeeld in de routes tussen Amsterdam en de noordelijker gelegen streken in Noord-Holland. De rest van de Leeuwarderweg werd na de verbreding tot vierbaansweg in 1968 omgedoopt tot Nieuwe Leeuwarderweg.
In 2013 ontving de Leeuwarderweg de juryprijs in de verkiezing tot Hoffelijkste Straat van Amsterdam-Noord.